# Déconfidentialisation de documents gouvernementaux relatifs aux ovnis
La déconfidentialisation de documents gouvernementaux relatifs aux ovnis est la levée du secret à laquelle ont procédé les gouvernements divers pays de par le monde à partir de 2008.
Elle a commencé au Royaume-Uni en 2008. La Russie, l'Équateur, la France, le Danemark, le Brésil, la Suède, le Canada et de nombreux pays ont, en 2009, à leur tour rendu publique une partie de la documentation que ces États avaient en leur possession. Le gouvernement de Nouvelle-Zélande a procédé de même en 2010.

## États-Unis
En 2020, le département de la Défense déconfidentialise les vidéos portant sur les incidents du Nimitz,,.